# Manfred Mols
Manfred Heinrich Mols (* 27. Februar 1935 in Bochum; † 3. Mai 2016 in Weiler bei Bingen) war ein deutscher Politikwissenschaftler.
Manfred Mols besuchte das  mathematisch-naturwissenschaftliche Gymnasium. Anschließend absolvierte er eine Ausbildung zum Industriekaufmann im Steinkohlenbergbau bei der Bergwerksgesellschaft Hibernia in Herne. Dort arbeitete er bis 1958. Während dieser Zeit besuchte er das Abendgymnasium in Gelsenkirchen. Durch das bis dahin beste Abitur schlug der Studiendirektor ihn für ein Stipendium der Studienstiftung des deutschen Volkes vor. Mols begann 1959 das Studium der Politikwissenschaft, Soziologie und Philosophie an der Universität Freiburg. Außerdem studierte er in Glasgow und München. Zu seinen Studienfächern gehörten auch Geschichte und öffentliches Recht. Bei Dieter Oberndörfer wurde er 1966 in Freiburg promoviert mit einer Arbeit über die Bedeutung der Integrationslehre Rudolf Smends. Von 1966 bis 1968 war er Wissenschaftlicher Assistent an der Universität Freiburg. Ab 1966 befasste er sich mit Mexiko am Arnold-Bergstraesser-Institut. Von 1968 bis 1969 war Mols Visiting Scholar an der Stanford University. Zwischen 1969 und 1971 war Mols Gastprofessor an der Universidad Iberoamericana in Mexiko-Stadt. Der Aufenthalt brachte ihm die mexikanische Geschichte und das politische System näher. Von 1971 bis 1972 war er Wissenschaftlicher Assistent an der Universität Freiburg. Mols lehrte als ordentlicher Professor für Politikwissenschaft von 1973 bis zu seiner Emeritierung im Jahr 2001 an der Johannes Gutenberg-Universität Mainz. Am Institut für Politikwissenschaft war er Leiter des Bereiches „Politische Auslandsstudien und Entwicklungspolitik“. Als akademischer Lehrer betreute er rund vierzig Dissertationen. Auf sein Bestreben kam Ernesto Garzón Valdés nach Mainz. Im Jahr 1981 erhielt Valdes eine Professur mit der Gebietsbezeichnung „Staat und Gesellschaft in Lateinamerika“ und entfaltete eine rege Vortrags- und Publikationstätigkeit. Wichtige Symposien zu Lateinamerika und später zu Asien wurden wegen Mols in Mainz abgehalten. Unter Mols wurde Mainz dadurch ein wichtiger Ort der Lateinamerikaforschung. Ab 1981 rückte Asien in den Fokus seiner Forschungen. 
Mols forschte schwerpunktmäßig zu den Bereichen Regionalismus, Kooperation und Integration in Lateinamerika und Südostasien. Außerdem arbeitete er über Konzepte von Staat und Gesellschaft in vergleichender Perspektive, den Beziehungen zwischen Lateinamerika und Deutschland sowie zwischen Lateinamerika und Asien. Seine Darstellung über Mexiko im 20. Jahrhundert (1981) war für viele Jahre die umfassendste Ländermonographie zu Lateinamerika in Deutschland. Im Jahr 1994 legte er eine Einführung in die Politikwissenschaft vor, die bis zum Jahr 2009 in sechs Auflagen erschien.
Er war Gründungsmitglied von IRELA (Instituto de Relaciones Europeo-Latinoamericanas) in Madrid und war von 1975 bis 1996 Vorstandsmitglied der ADLAF (Arbeitsgemeinschaft Deutsche Lateinamerikaforschung). Mols war im Beirat des Jahrbuchs für Geschichte Lateinamerikas und Herausgeber der „Lateinamerikanischen Forschungen“. Er lehrte als Gastprofessor an der Hebrew University in Jerusalem und an der Australian National University in Canberra. Mols wirkte im UNESCO-Projekt „Political study of history“ mit, bei dem insgesamt 17 Weltzivilisationen untersucht wurden. Ihm wurden für seine Verdienste um die wissenschaftlichen Beziehungen nach Lateinamerika der Orden Mexicana del Águila Azteca und das Bundesverdienstkreuz am Bande der Bundesrepublik Deutschland (2007) verliehen.
Manfred Mols war katholisch, ab 1965 verheiratet mit der promovierten Dietlinde Mols, geborene Bittner, lebte und starb in Weiler und hatte drei Kinder.

## Schriften
Monographien
- Politikwissenschaft. Eine Einführung (= UTB. Bd. 1789). 6., grundlegend überarbeitete und veränderte Auflage. Schöningh, Paderborn 2009, ISBN 978-3-8252-1789-1.
- Integration und Kooperation in zwei Kontinenten. Das Streben nach Einheit in Lateinamerika und in Südostasien (= Schriften der Mainzer Philosophischen Fakultätsgesellschaft. Bd. 15). Steiner, Stuttgart 1996, ISBN 3-515-06694-2.
- mit Manfred Wilhelmy von Wolff und Hernán Gutiérrez: Regionalismus und Kooperation in Lateinamerika und Südostasien. Ein politikwissenschaftlicher Vergleich (= Politikwissenschaftliche Perspektiven. Bd. 7). Lit, Münster u. a. 1993, ISBN 3-89473-621-6.
- Entwicklungsdiskussion und Entwicklungspraxis in Lateinamerika, Südostasien und Indien (= Politikwissenschaftliche Perspektiven. Bd. 1). Lit, Münster u. a. 1993, ISBN 3-88660-767-4.
- mit Hans Werner Tobler: Mexiko. Die institutionalisierte Revolution (= Böhlau-Politica. Bd. 1). Böhlau, Köln u. a. 1976.
- Allgemeine Staatslehre oder politische Theorie? Interpretationen zu ihrem Verhältnis am Beispiel der Integrationslehre Rudolf Smends. Duncker & Humblot, Berlin 1969 (Zugleich: Freiburg Universität Dissertation, 1966. Unter dem Titel: Die Bedeutung der Integrationslehre Rudolf Smends für die politische Theorie).

Herausgeberschaften
- Mexiko im 20. Jahrhundert. Politisches System, Regierungsprozeß und politische Partizipation (= Internationale Gegenwart. Bd. 4). Schöningh, Paderborn u. a. 1981, ISBN 3-506-74013-X.
- Integration mit Kooperation in Lateinamerika (= Internationale Gegenwart. Bd. 1). Schöningh, Paderborn u. a. 1981, ISBN 978-3506740106.